# Meløse
Meløse is een plaats in de Deense regio Hovedstaden, gemeente Hillerød, en telt 686 inwoners (2007).
De plaats ligt aan weg 16.